# Garbo Talks
Garbo Talks war ein Musikprojekt, mit dem 1998 verschiedene zwischen 1990 und 1998 aufgenommene Demos ihren Weg auf eine CD und damit zur Veröffentlichung fanden.

## Geschichte
Die am Projekt beteiligten Musiker waren in den 1980er Jahren Mitglieder der Band NYC. Als diese sich auflöste, schlossen sich Tony Bruno, Chuck Bonafante und Gary Taylor der Sängerin Sandi Saraya an und veröffentlichten unter dem Bandnamen Saraya die Alben Saraya (1989) und When the Blackbird Sings… (1991). Tony Bruno nahm 1994 mit Joan Jett das Album Pure and Simple auf. Bob Held war als Songwriter für Brazen Abbot tätig gewesen und hatte auch für Alice Cooper und Deep Purple gearbeitet. Al Greenwood hatte als Keyboarder zwischen 1977 und 1979 drei Alben mit Foreigner (Foreigner, Double Vision und Head Games) aufgenommen.
Über die Jahre blieben die Musiker stets in Kontakt, 1998 beschlossen sie, ein gemeinsames Album mit bis dahin unveröffentlichten Liedern aufzunehmen. Aus verschiedenen Demos, die sie beisteuerten, entstand die selbstbetitelte, elf Lieder umfassende CD. Das elfte Lied hatte Held auf Basis eines von Paul Stanley geschriebenen Liedes und von Stanley mit Kiss-Schlagzeuger Eric Carr und Bruce Kulick aufgenommenen Demos überarbeitet, wobei er die ursprünglichen Instrumental-Tonspuren von Stanley, Carr und Kulick sowie Stanleys Backing Vocal weiternutzte. Andere Teile des Liedes wurden später im Green Street Studio in New York hinzugefügt. An den Aufnahmen zum Album wirkten auch Andy Timmons (Danger Danger), Steve Thomas und Paul Dimartola (alle Gitarre) sowie Kenny Kramme (Schlagzeug) mit.
Die CD wurde 1998 in Europa und Japan, 2003 auch in Russland veröffentlicht.
Das Projekt wurde nicht fortgesetzt.